# Осмиловичі
Осми́ловичі — село в Україні, у Поромівській громаді Володимирського району Волинської області. Населення становить 397 осіб.

## Історія
У 1906 році село Грибовицької волості Володимир-Волинського повіту Волинської губернії. Відстань від повітового міста 21 верст, від волості 7. Дворів 35, мешканців 277.
12 червня 2020 року, відповідно до розпорядження Кабінету Міністрів України № 708-р «Про визначення адміністративних центрів та затвердження територій територіальних громад Волинської області», увійшло до складу Поромівської сільської територіальної громади.
19 липня 2020 року, в результаті адміністративно-територіальної реформи та ліквідації  Іваничівського району, село увійшло до новоутвореного Володимир-Волинського району (від 18 липня 2022 Володимирського).

## Населення
Згідно з переписом УРСР 1989 року чисельність наявного населення села становила 418 осіб, з яких 201 чоловік та 217 жінок.
За переписом населення України 2001 року в селі мешкало 395 осіб.

### Мова
Розподіл населення за рідною мовою за даними перепису 2001 року:
| Мова       | Відсоток |
| ---------- | -------- |
| українська | 98,49 %  |
| російська  | 1,51 %   |

## Постаті
- Пугач Ігор Володимирович (1978—2014) — солдат Збройних сил України, учасник російсько-української війни.